# بورسل
بورسل (به هلندی: Borssele) یک منطقهٔ مسکونی در هلند است که در بورسله واقع شده‌است. بورسل ۱٬۴۵۹ نفر جمعیت دارد.